# カリン・ボイェ

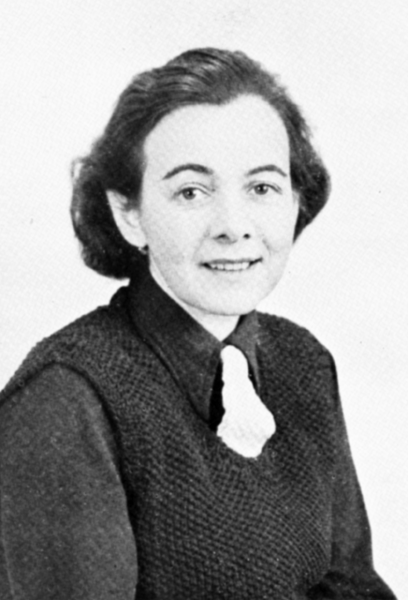
カリン・ボイェ、1940年頃

カリン・マリア・ボイェ（スウェーデン語: Karin Maria Boye、1900年10月26日 - 1941年4月24日）は、スウェーデンの詩人、小説家。

## 人物
スウェーデン第二の都市イェーテボリの裕福な家庭に生まれた。両親は思想的・政治的にリベラルな反軍国主義者で、読書家だった。1922年、最初の詩集『雲』を刊行。当時のボイェは、北欧最古の名門ウプサラ大学でギリシア古典と古ノルド語を専攻していた。大学在学中に3冊の詩集を描き上げた。
1927年には、クラルテと呼ばれる社会主義及び反ファシズム運動のスウェーデン支部設立に携わる。翌年、ボイェはクラルテの仲間とともに、レーニン亡き後のスターリン率いるソヴィエトを訪れた。帰国後、ソヴィエトについてはあからさまな批判はしなかったが、多くの左翼知識人のように手放しで褒めたたえてもいない。この訪問で得たソヴィエトの閉塞的な印象が、後年の小説『カロカイン』を構想するきっかけになったと思われる。
1920年代からフロイトやアドラーの学説に傾倒し、1931年には精神分析の専門誌の創刊に尽力した。社会民主党の機関誌に評論を寄せながらも、モダニズム文学の翻訳や評論にも力をそそいだ。1929年クラルテの仲間で7歳年下のレイフ・ビョルクと結婚するが、3年足らずで破局する。その後は、1938年の夏に旅に出、創作活動に新たな展開を見せるようになる。
1931年、小説『アスタルテ』で北欧文学賞の優秀賞を獲得し、広く一般人にも知られるようになった。その後も創作活動は続けたが、1941年、40歳の時に自殺しその生涯の幕を閉じた。21歳から40歳で生涯を終えるまでの間に多くの作品を残した。

## 著作
『雲』（原題: Moln、1922年）など多くの作品があるが、2012年10月11日時点、日本語に翻訳された著作は『カロカイン 国家と密告の自白剤』（原題: Kallocain、1940年）（冨原眞弓訳、みすず書房、2008年）のみである。詩集『Ja visst gör det ont』に基づくLPレコードは女優レナ・ニーマンの歌唱により1979年に出版された。
- 『カロカイン : 国家と密告の自白剤』冨原眞弓（訳）、みすず書房、2008年。原題『Lettres』。
- 片井 優花「砂漠と内面 : カーリン・ボイェ『カロカイン』における「有機的なもの」の萌芽」『若手研究者フォーラム要旨集』第3巻、大阪大学大学院文学研究科、2021年2月、54-57頁。doi:10.18910/79348。

### 英訳された作品
小説
- Astarte 1931年
- Merit vaknar 1933年
- Kris 1934年
- För lite, 1936年
- Kallocain 1940年

詩集
- Moln 1922年
- Gömda land 1924年
- Härdarna 1927年
- För trädets skull 1935年
- De sju dödssynderna 1941年（未完ながら没後に出版）
- Complete poems : Karin Boye、デイヴィッド・マクダフ（訳）、ニューカッスルアポンタイン：Bloodaxe、1994年ISBN 1-85224-109-8。ボイェ全詩集。